# Julius Karl Pintsch
Julius Karl Pintsch (* 12. Oktober 1847 in Berlin; † 29. Januar 1912 in Berlin) war ein deutscher Fabrikant, Ingenieur und Vorstandsmitglied der Julius Pintsch AG.

## Leben
Julius Karl Pintsch besuchte die Höhere Bürgerschule in Stralau (das spätere Andreas-Realgymnasium) und absolvierte nach dem Abitur ein dreijähriges Chemiestudium an der Gewerbeakademie in Berlin. Nach dem Abschluss des Studiums trat er 1870 in das Unternehmen ein, das sein Vater Julius Pintsch gegründet hatte. Julius Karl Pintsch widmete sich vornehmlich den Problemen der Gaserzeugung. In der Folge wurden unter seiner Leitung die Gaswerke in Schwerte und Saaz gebaut, und er stand für mehrere Jahre an der Spitze des Gaswerkes in Danzig.
1879 wurde Julius Karl Pintsch zusammen mit seinen beiden älteren Brüdern Richard und Oskar Mitinhaber der Firma. Von da an widmete er sich hauptsächlich dem Bau von Geräten für die Orientierung der Schiffe auf See sowie dem Bau von Seezeichen aller Art. Leuchttürme wie die von Ranzow und Kolliker Ort auf Rügen oder Gellen auf Hiddensee und Hörnum auf Sylt wurden auch weltweit mit Pintsch-Leuchtfeuern ausgestattet. Als das Großunternehmen 1907 in eine Aktiengesellschaft umgewandelt wurde, trat er in den Vorstand ein. 1911 gab er diesen Posten jedoch aus gesundheitlichen Gründen auf, war aber bis zu seinem Tod Mitglied des Aufsichtsrats der Gesellschaft, die sich zum Marktführer auf dem Gebiet der Gasgeräte und Gasbeleuchtungsanlagen entwickelt hatte.
Seit 1880 war er verheiratet mit Hedwig Mathilde, geb. Stübbe (* 1859, † 1925).

### Ehrungen
1895 wurde Pintsch vom preußischen König zum Kommerzienrat und 1905 zum Geheimen Kommerzienrat ernannt. In Świeradów-Zdrój (ehem. Bad Flinsberg) wird an Julius Karl Pintsch heute mit einer Gedenktafel erinnert. Als Lebenslanges Mitglied war er in der Schiffbautechnischen Gesellschaft vertreten.

### Grablege

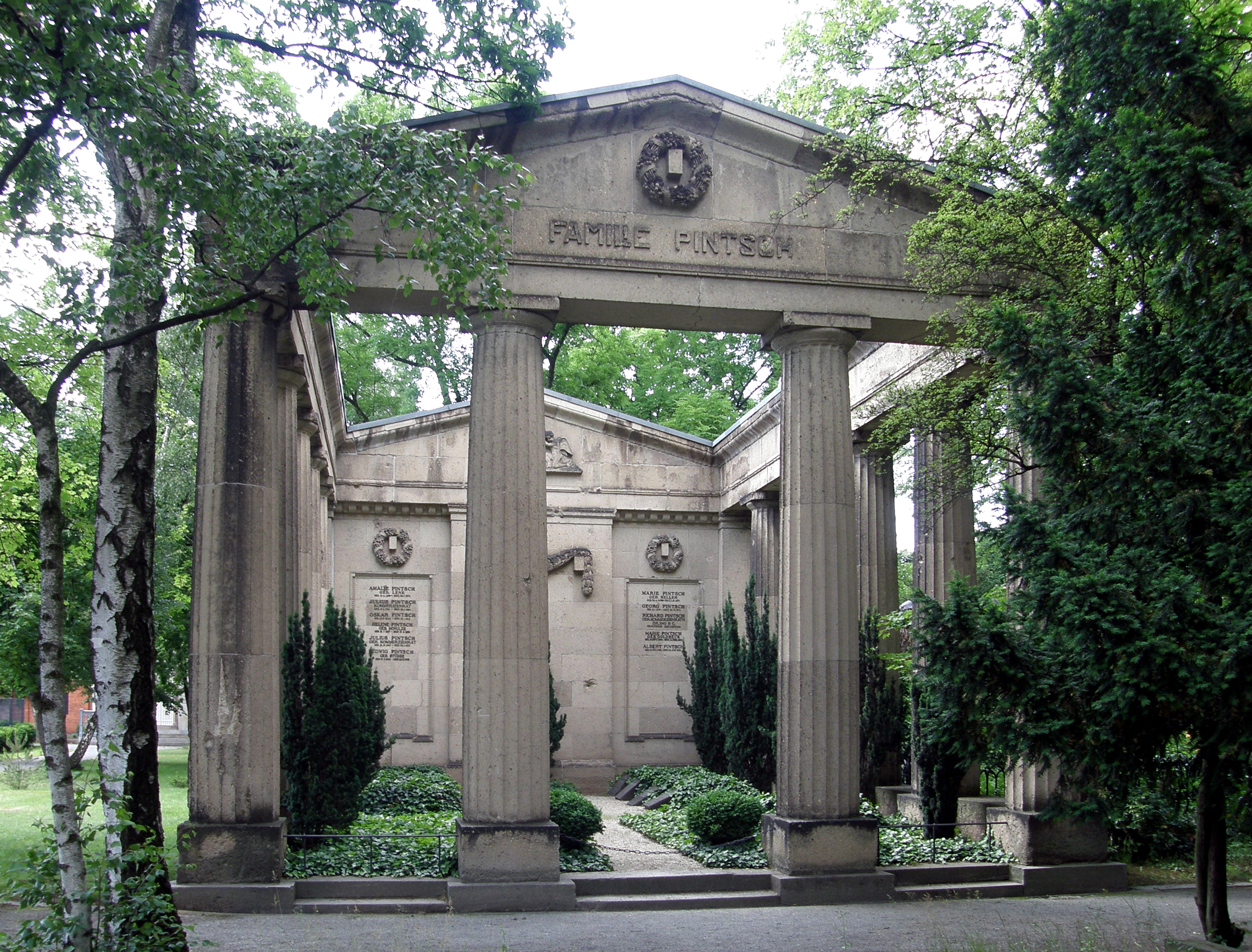
Familiengrab Pintsch auf dem Georgenfriedhof

Julius Karl Pintsch wurde in der Familiengrabstätte Pintsch auf dem Georgenfriedhof bestattet. Die aufwendige Grabstätte hat die Form eines dorischen Tempels.

## Villa Pintsch in Flinsberg

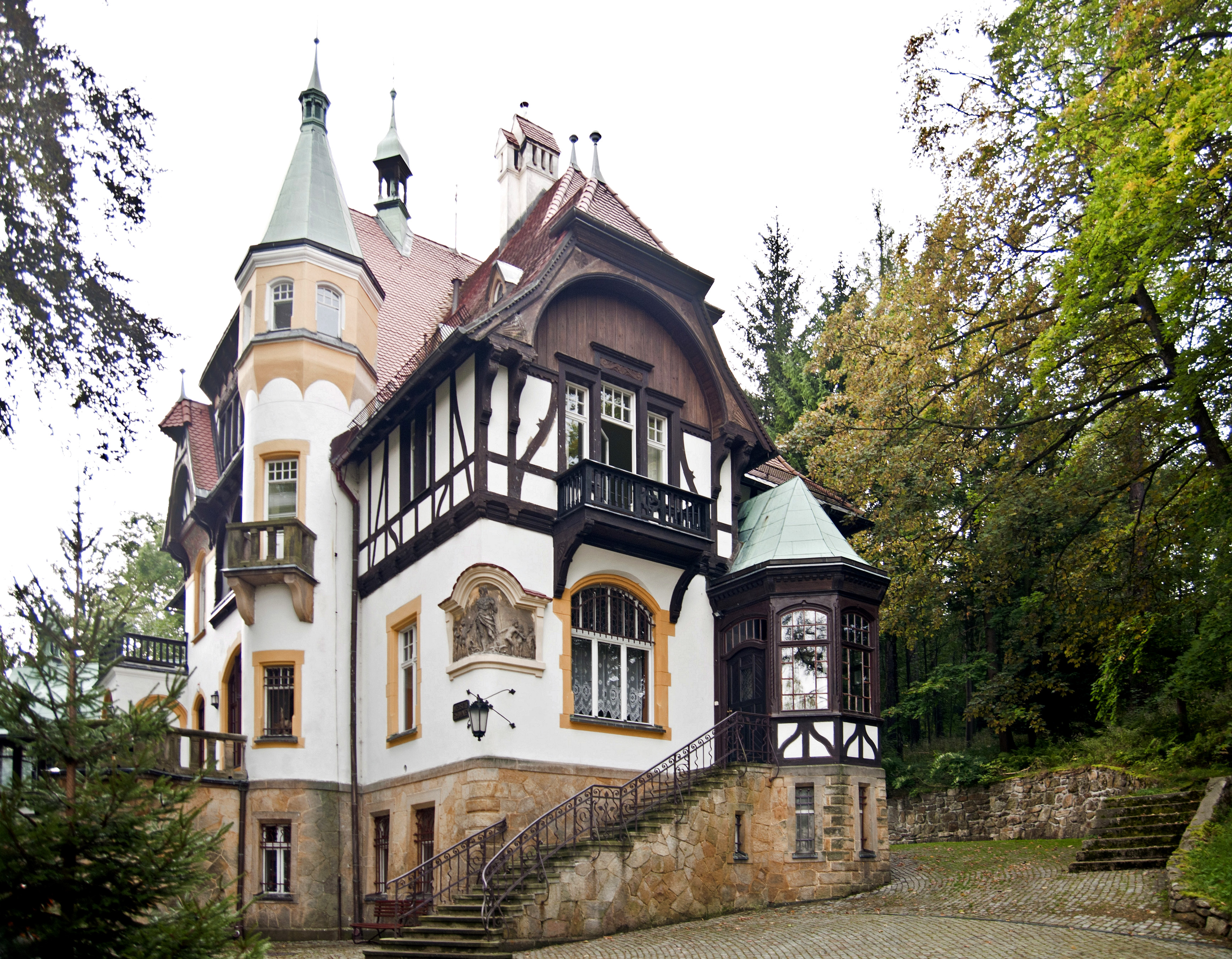
Ehemalige Villa Pintsch in Świeradów-Zdrój

1901 ließen sich Julius Karl Pintsch und seine Ehefrau Hedwig in Flinsberg, einem der ältesten Kurorte in Schlesien, eine Villa errichten. Die Architekten des Hauses im sogenannten Schweizerstil waren Cremer & Wolffenstein, die auch die Villa Pintsch in Berlin, Tiergartenstraße 4a, das Verwaltungs- und Produktionsgebäude der Julius Pintsch AG in Berlin-Friedrichshain, Andreasstraße 71–73 und die Ferienvilla Marienfels des Bruders Richard Pintsch in Bayern bauten.